# Фоторецепција
Фоторецепција је механизам детекције светлости (од стране очију) који води до вида када га мозак тумачи. Код животиња, фоторецепција се односи на механизме детекције светлости који доводе до вида и зависи од специјализованих ћелија осетљивих на светлост званих фоторецептори, који се налазе у оку. Квалитет вида који пружају фоторецептори веома варира међу животињама. Људско око има 100 милиона фоторецептора и може да разреши један минут лука (шездесети део степена), што је око 4000 пута боље од резолуције коју постиже око пљоснатог црва.

## Фоторецептори
Фоторецепторска ћелија је специјализована врста неуроепителне ћелије која се налази у мрежњачи која је способна за визуелну фототрансдукцију. Велики биолошки значај фоторецептора је у томе што претварају светлост (видљиво електромагнетно зрачење) у сигнале који могу да стимулишу биолошке процесе. Да будемо прецизнији, фоторецепторски протеини у ћелији апсорбују фотоне, изазивајући промену потенцијала ћелијске мембране.
Тренутно постоје три позната типа фоторецепторских ћелија у очима сисара: штапићи, чепићи и интринзично фотосензитивне ганглијске ћелије мрежњаче. Две класичне фоторецепторске ћелије су штапићи и чепићи, од којих сваки доприноси информацији коју визуелни систем користи за формирање репрезентације визуелног света, вида. Штапићи првенствено доприносе ноћном виду (скотопични услови), док чепићи првенствено доприносе дневном виду (фотопски услови), али хемијски процес у сваком који подржава фототрансдукцију је сличан. Трећа класа фоторецепторских ћелија сисара откривена је током 1990-их: интринзично фотосензитивне ганглијске ћелије мрежњаче. Сматра се да ове ћелије не доприносе директно виду, али имају улогу у увлачењу циркадијалног ритма и зеничног рефлекса.
Постоје велике функционалне разлике између штапића и чепића. Штапићи су изузетно осетљиви и могу се покренути једним фотоном. При веома ниским нивоима осветљења, визуелно искуство се заснива искључиво на сигналу штапића.

### Хистологија
Фоторецептори штапића и конуса налазе се на крајњем слоју мрежњаче; оба имају исту основну структуру. Најближи видном пољу (и најудаљенији од мозга) је терминал аксона, који ослобађа неуротрансмитер који се зове глутамат у биполарне ћелије. Даље позади је тело ћелије, које садржи ћелијске органеле. Још позади је унутрашњи сегмент, специјализовани део ћелије пун митохондрија. Главна функција унутрашњег сегмента је да обезбеди АТП (енергију) за натријум-калијумову пумпу. Најзад, најближи мозгу (и најудаљенији од видног поља) је спољашњи сегмент, део фоторецептора који апсорбује светлост. Спољни сегменти су заправо модификоване цилије које садрже дискове испуњене опсином, молекулом који апсорбује фотоне, као и напонским натријумовим каналима.
Опсин мембрански фоторецепторски протеин садржи пигментни молекул који се зове ретинал. У ћелијама штапића, они се заједно називају родопсин. У чепићима постоје различите врсте опсина који се комбинују са ретиналом и формирају пигменте који се називају фотопсини. Три различите класе фотопсина у чепићима реагују на различите опсеге фреквенције светлости, диференцијацију која омогућава визуелном систему да израчуна боју. Функција фоторецепторске ћелије је да конвертује светлосну информацију фотона у форму информације која се преноси нервном систему и која је лако употребљива за организам. Ова конверзија се назива трансдукција сигнала.
Опсин који се налази у интринзично фотосензитивним ганглијским ћелијама мрежњаче назива се меланопсин. Ове ћелије су укључене у различите рефлексне одговоре мозга и тела на присуство (дневног) светла, као што је регулација циркадијалних ритмова, рефлекс зеница и други не-визуелни одговори на светлост. Меланопсин функционално подсећа на опсине бескичмењака.
Када светлост активира сигнални систем меланопсина, ганглијске ћелије које садрже меланопсин испуштају нервне импулсе који се проводе кроз њихове аксоне до специфичних циљева мозга. Ови циљеви укључују претектално језгро олива (центар одговоран за контролу зенице ока), LGN и, кроз ретинохипоталамички тракт (RHT), супрахијазматско језгро хипоталамуса (главни пејсмејкер циркадијалних ритмова). Сматра се да ганглијске ћелије које садрже меланопсин утичу на ове мете ослобађањем из њихових аксонских терминала неуротрансмитера глутамата и полипептида који активира аденилат циклазу хипофизе (PACAP).

## Мрежњача
Људска мрежњача има приближно 6 милиона чепића и 120 милиона штапића. Сигнали са штапића и чепића конвергирају на ганглијске и биполарне ћелије за претходну обраду пре него што се пошаљу у латерално геникулативно језгро. У "центру" мрежњаче (тачка директно иза сочива) лежи фовеа (или фовеа централис), која садржи само ћелије чепића; и регион је способан да произведе највећу оштрину вида или највећу резолуцију. Преко остатка мрежњаче, штапићи и чешићи су помешани. Фоторецептора нема на слепој мрљи, области где се влакна ганглијских ћелија скупљају у оптички нерв и напуштају око.
Протеини фоторецептора у три типа чуњића разликују се по својој осетљивости на фотоне различитих таласних дужина. Пошто чепићи реагују и на таласну дужину и на интензитет светлости, осетљивост чепића на таласну дужину се мери у смислу његове релативне стопе одговора ако се интензитет стимулуса држи фиксним, док је таласна дужина променљива. Из овога се, заузврат, закључује апсорпција. Графикон нормализује степен апсорпције на скали од сто поена. На пример, релативни одговор С чепића достиже максимум око 420 нм (нанометара, мера таласне дужине). Ово нам говори да је већа вероватноћа да ће С чепић апсорбовати фотон на 420 нм него на било којој другој таласној дужини. Међутим, ако се светлост друге таласне дужине на коју је мање осетљива, рецимо 480 нм, повећа осветљеност на одговарајући начин, она ће произвести потпуно исти одговор у С чепићу. Дакле, боје кривина су обмањујуће. Чепићи не могу сами да открију боју; уместо тога, вид у боји захтева поређење сигнала између различитих типова чепића.

## Фототрансдукција
Визуелна фототрансдукција је сензорна трансдукција визуелног система. То је процес којим се светлост претвара у електричне сигнале у ћелијама штапића, чепићима и фотоосетљивим ганглијским ћелијама мрежњаче ока. Овај циклус је расветлио Џорџ Волд (1906–1997) за који је добио Нобелову награду 1967. По њему је такозвани „Валдов визуелни циклус“.
За разлику од већине ћелија сензорних рецептора, фоторецептори заправо постају хиперполаризовани када су стимулисани; и обрнуто су деполаризовани када нису стимулисани. То значи да се глутамат непрекидно ослобађа када је ћелија нестимулисана, а стимуланс изазива заустављање ослобађања. У мраку, ћелије имају релативно високу концентрацију цикличног гванозин 3'-5' монофосфата (cGMP), који отвара јонске канале вођене cGMP. Ови канали су неспецифични и омогућавају кретање и натријумових и калцијумових јона када су отворени. Кретање ових позитивно наелектрисаних јона у ћелију (покренуто њиховим одговарајућим електрохемијским градијентом) деполаризује мембрану и доводи до ослобађања неуротрансмитера глутамата.
Када светлост удари у фоторецептивни пигмент унутар фоторецепторске ћелије, пигмент мења облик. Пигмент, назван јодопсин или родопсин, састоји се од великих протеина званих опсин (који се налазе у плазма мембрани), везаних за ковалентно везану протетичку групу: органски молекул који се зове ретинал (дериват витамина А). Ретина постоји у 11-цис-ретиналној форми када је у мраку, а стимулација светлом узрокује да се њена структура промени у потпуно транс-ретиналну. Ова структурна промена доводи до тога да опсин (рецептор спрегнут Г протеином) активира свој Г протеин трансдуцин, што доводи до активације cGMP фосфодиестеразе, која разлаже cGMP у 5'-GMP. Смањење концентрације cGMP омогућава затварање јонских канала, спречавајући прилив позитивних јона, хиперполаризујући ћелију и заустављајући ослобађање неуротрансмитера. Цео процес којим светлост покреће сензорни одговор назива се визуелна фототрансдукција.

### Тамна струја
Нестимулисани (у мраку), циклични нуклеотидни канали у спољашњем сегменту су отворени јер је циклични GMP (cGMP) везан за њих. Дакле, позитивно наелектрисани јони (наиме натријум јони) улазе у фоторецептор, деполаризујући га на око -40 mV (потенцијал мировања у другим нервним ћелијама је обично -65 mV). Ова струја деполаризације је често позната као тамна струја.

### Пут преноса сигнала
Пут трансдукције сигнала је механизам којим енергија фотона сигнализира механизам у ћелији који доводи до њене електричне поларизације. Ова поларизација на крају доводи до преношења или инхибиције нервног сигнала који ће се допремати до мозга преко оптичког нерва. Кораци, или пут трансдукције сигнала, у фоторецепторима штапића и конуса ока кичмењака су тада:
1. Родопсин или јодопсин у мембрани диска спољашњег сегмента апсорбује фотон, мењајући конфигурацију кофактора Шифове базе мрежњаче унутар протеина из цис-форме у транс-форму, што доводи до промене облика ретине.
2. Ово резултира низом нестабилних интермедијара, од којих се последњи јаче везује за Г протеин у мембрани, назван трансдуцин, и активира га. Ово је први корак амплификације - сваки фотоактивирани родопсин покреће активацију око 100 трансдуцина.
3. Сваки трансдуцин затим активира ензим cGMP-специфичну фосфодиестеразу (PDE).
4. PDE затим катализује хидролизу cGMP до 5' GMP. Ово је други корак амплификације, где један PDE хидролизује око 1000 cGMP молекула.
5. Нето концентрација интрацелуларног cGMP је смањена (због његове конверзије у 5' GMP преко PDE), што доводи до затварања цикличних нуклеотидних Na+ јонских канала који се налазе у мембрани спољног сегмента фоторецептора.
6. Као резултат тога, јони натријума више не могу да уђу у ћелију, а мембрана спољног сегмента фоторецептора постаје хиперполаризована, због наелектрисања унутар мембране које постаје негативније.
7. Ова промена потенцијала ћелијске мембране доводи до затварања напонско-зависних калцијумових канала. То доводи до смањења прилива калцијумових јона у ћелију и самим тим опада концентрација интрацелуларних јона калцијума.
8. Смањење интрацелуларне концентрације калцијума значи да се мање глутамата ослобађа преко егзоцитозе изазване калцијумом у биполарну ћелију (смањење нивоа калцијума успорава ослобађање неуротрансмитера глутамата, који побуђује постсинаптичке биполарне ћелије и хоризонталне ћелије.)
9. Смањење ослобађања глутамата значи да ће једна популација биполарних ћелија бити деполаризована, а посебна популација биполарних ћелија ће бити хиперполаризована, у зависности од природе рецептора (јонотропни или метаботропни) у постсинаптичком терминалу (види рецептивно поље).

Дакле, фоторецептор штапића или чепића заправо ослобађа мање неуротрансмитера када је стимулисан светлошћу. Мање неуротрансмитера у синаптичкој пукотини између фоторецептора и биполарне ћелије ће служити или за узбуђење (деполаризацију) ON биполарних ћелија или за инхибицију (хиперполаризацију) OFF биполарних ћелија. Дакле, визуелни сигнали се деле на ON и OFF путеве у синапси фоторецептор-биполарне ћелије.
ATP који обезбеђује унутрашњи сегмент покреће натријум-калијумову пумпу. Ова пумпа је неопходна за ресетовање почетног стања спољашњег сегмента узимањем јона натријума који улазе у ћелију и испумпавања их назад.
Иако су фоторецептори неурони, они не проводе акционе потенцијале са изузетком фотосензитивних ганглијских ћелија – које су углавном укључене у регулацију циркадијалних ритмова, мелатонина и ширења зеница.